# Wangen im Allgäu
Wangen im Allgäu is een plaats in de Duitse deelstaat Baden-Württemberg, gelegen in de Landkreis Ravensburg. De stad telt 26.927 inwoners.

## Geografie
Wangen im Allgäu ligt op de noordelijke oever van de boven-Argen. De lagere Argenrivier stroomt langs het noordwesten van Wangen en vloeit ten zuidwesten van de stad met de boven-Argen samen. De huidige stad wordt gevormd door de historische binnenstad en vele nabijgelegen districten.

### Buurgemeenten
Verschillende nederzettingen grenzen aan Wangen: Amtzell, Vogt, Kißlegg, Argenbühl, en Achberg (Ravensburg district), Hergatz en Hergensweiler (Lindau district), en Neukirch (Bodensee district).

## Politiek

### Gemeenteraad
Sinds de verkiezingen van 13 juni 2004, heeft de gemeenteraad 33 leden uit vier verschillende politieke partijen (CDU, FWV, GOL, SPD).

### Burgemeesters sinds 1804
- 1804-1810: Franz Josef von Bentele
- 1811-1819: Mathias Tschugg
- 1819-1826: Rudolf Salis
- 1826-1829: Martin Schnitzer
- 1829-1847: Christian Nepomuk Weber
- 1847-1859: Leopold Wocher
- 1860-1894: Jacob Trenkle
- 1894-1922: Rudolf Trenkle
- 1922-1933: Fritz Geray
- 1933: Gottlob Pfeiffer (voorlopige)
- 1933-1939: Dr Friedrich Wilhelm Erbacher
- 1939: Heinrich Fischer (voorlopige)
- 1939-1942: Carl Speidel
- 1942-1945: Max Steinegger (voorlopige)
- 1945: Karl Geiger (voorlopige)
- 1945: Franz Büchele (voorlopige)
- 1945-1946: Josef Max Kraus (voorlopige)
- 1945-1968: Wilhelm Uhl
- 1968-2001: Dr Jörg Leist
- 2001-heden: Michael Lang

## Historie
De stad werd voor het eerst vermeld in 815 onder de naam "Wangun" in een klooster document.
In 1217 liet Keizer Frederik II vastleggen dat Wangen altijd in koninklijke handen moest blijven. In 1286 verleende koning Rudolf I aan Wangen de status van vrije rijksstad.
Tijdens de late middeleeuwen werd de groei van de stad versterkt door zijn centrale ligging op het kruispunt tussen Ravensburg, Lindenberg an Allgäu, Leutkirch, en Isny, en door de toenemende handel via de Alpen.
Wangen's productie en export van industriële producten, met name zeisen en canvas, gaf de stad een enorme positieve handelsbalans. Dit overschot aan geld werd gebruikt om gronden te verwerven buiten de stadsmuren, waardoor Wangen werd beschermd tegen economische schommelingen.
Tijdens de Duitse Reichsdeputationshauptschluss, in 1802, verloor Wangen zijn status als vrije stad en werd in het Koninkrijk van Beieren opgenomen; in 1810 viel de stad in handen van het Koninkrijk Württemberg.
In 1936 kreeg de stad officieel de naam "Wangen in de Allgäu".
Van 1938 tot de ontbinding en de integratie in het district Ravensburg in 1972, was Wangen de hoofdstad van de landelijke wijk Wangen. In 1973 werd Wangen officieel door de Baden-Württemberg deelstaatregering tot Großen Kreisstadt (groot district stad) aangewezen als gevolg dat de bevolking 20.000 bereikt heeft.
In 1999 raakte het lager gelegen stadsdeel compleet overstroomd bij de grootste overstroming in de laatste 50 jaar. De stad werd in 2006 opnieuw overstroomd door de boven-Argen.

## Weetje
Tijdens de 2006 FIFA World Cup, verbleef het nationale team van Togo in Wangen.

## Stedenbanden
- Prato
- La Garenne-Colombes, Frankrijk

## Geboren
- Jannik Haberer (1994), voetballer
- Melanie Leupolz (1994), voetbalster

Achberg ·
Aichstetten ·
Aitrach ·
Altshausen ·
Amtzell ·
Argenbühl ·
Aulendorf ·
Bad Waldsee ·
Bad Wurzach ·
Baienfurt ·
Baindt ·
Berg ·
Bergatreute ·
Bodnegg ·
Boms ·
Ebenweiler ·
Ebersbach-Musbach ·
Eichstegen ·
Fleischwangen ·
Fronreute ·
Grünkraut ·
Guggenhausen ·
Horgenzell ·
Hoßkirch ·
Isny im Allgäu ·
Kißlegg ·
Königseggwald ·
Leutkirch im Allgäu ·
Ravensburg ·
Riedhausen ·
Schlier ·
Unterwaldhausen ·
Vogt ·
Waldburg ·
Wangen im Allgäu ·
Weingarten ·
Wilhelmsdorf ·
Wolfegg ·
Wolpertswende